# 王子と乞食 (映画)
『王子と乞食』（おうじとこじき、The Prince and the Pauper、別題：Crossed Swords）は1977年のイギリスの冒険アクション映画。アメリカでは”Crossed Swords”の題名で上映された。
監督はリチャード・フライシャー、出演はマーク・レスター、オリヴァー・リード、ラクエル・ウェルチなど。
アメリカ合衆国の作家マーク・トウェインが1881年に発表した同名小説の映画化作品。

## キャスト
| 役名                     | 俳優                     | 日本語吹替 |
| ------------------------ | ------------------------ | ---------- |
| エドワード王太子（王子） | マーク・レスター         | 神谷明     |
| トム・キャンティ（乞食） | マーク・レスター         | 水島裕     |
| マイルス・ヘンドン       | オリヴァー・リード       | 内海賢二   |
| エディス                 | ラクエル・ウェルチ       | 武藤礼子   |
| ヘンリー八世             | チャールトン・ヘストン   | 納谷悟朗   |
| ノーフォーク公           | レックス・ハリスン       | 中村正     |
| ジョン・キャンティ       | アーネスト・ボーグナイン | 富田耕生   |
| ラフラー                 | ジョージ・C・スコット    | 大平透     |
| ヒュー・ヘンドン         | デヴィッド・ヘミングス   |            |
| ハートフォード卿         | ハリー・アンドリュース   |            |
| トムの母親               | シビル・ダニング         |            |
| アンドリュー神父         | プレストン・ロックウッド |            |
| エリザベス王女           | ララ・ワード             |            |
| セント・ジョン卿         | ジュリアン・オーチャード |            |
| レディ・ジェーン         | フェリシティー・ディーン |            |
| クランマー大司教         | リチャード・ハーンドール |            |
| 衣装係                   | マーレイ・メルヴィン     |            |

- 日本語吹替：テレビ版、初回放送1980年11月23日『日曜洋画劇場』